# Orthopristis reddingi
Orthopristis reddingi är en fiskart som beskrevs av Jordan och Richardson, 1895. Orthopristis reddingi ingår i släktet Orthopristis och familjen Haemulidae. IUCN kategoriserar arten globalt som livskraftig. Inga underarter finns listade i Catalogue of Life.